# Giovanni Borsotti
Giovanni Borsotti (* 18. Dezember 1990 in Briançon, Frankreich) ist ein italienischer Skirennläufer. Seine stärksten Disziplinen sind der Slalom und der Riesenslalom. Er gehört der Sportgruppe der Carabinieri an, seine Schwester Camilla Borsotti war ebenfalls Skirennläuferin.

## Biografie
Seine ersten FIS-Rennen bestritt Borsotti im November 2005 im Alter von 15 Jahren. Erstmals international auf sich aufmerksam machte er mit dem Sieg im Riesenslalom beim European Youth Olympic Festival 2007 in Jaca. Im selben Jahr wurde er Italienischer Jugendmeister im Slalom. Im Dezember 2007 folgten die ersten Einsätze im Europacup, allerdings verfehlte er zunächst die Punkteränge. Dies gelang ihm erstmals am 5. Februar 2009 mit Platz 13 im Riesenslalom von Soldeu, was für längere Zeit sein bestes Ergebnis bleiben sollte. Bei den Juniorenweltmeisterschaften 2009 in Garmisch-Partenkirchen gewann er die Bronzemedaille in der Kombination. Ende März 2010 siegte er erstmals in einem FIS-Rennen. Zu Beginn der Europacupsaison 2010/11 konnte sich Borsotti markant verbessern, als er am 27. November 2010 in Trysil den Riesenslalom gewann und einen Tag später Dritter wurde. Im weiteren Verlauf der Saison folgten neben mehreren Top-10-Platzierungen noch ein Sieg in der Super-Kombination von Méribel und zwei zweite Plätze. Damit belegte er in der Europacup-Gesamtwertung den dritten Platz, in der Riesenslalom- und Kombinationswertung jeweils den zweiten Platz.
Im Weltcup startete Borsotti erstmals am 28. Februar 2009 im Riesenslalom von Kranjska Gora, wo er im ersten Durchgang ausschied. In seinem fünften Weltcuprennen, dem Riesenslalom auf der Gran Risa in Alta Badia am 19. Dezember 2010, holte er mit Platz 22 seine ersten Weltcuppunkte. Sein bestes Weltcupergebnis in der Saison 2010/11 war der 15. Platz im Riesenslalom von Hinterstoder am 6. Februar. Er nahm an den Weltmeisterschaften 2011 in Garmisch-Partenkirchen teil und errang Ende März 2011 den italienischen Meistertitel im Super-G. In zwei Riesenslaloms der Saison 2011/12 fuhr Borsotti unter die schnellsten 15. Die folgende Saison 2012/2013 war hingegen für ihn schon früh zu Ende: Am 6. Dezember 2012 zog er sich beim Riesenslalomtraining in Sestriere einen Kreuzband- und Meniskusriss im rechten Knie sowie eine Seitenbandverletzung im linken Knie zu.
Zwar erzielte Borsotti Mitte Dezember 2013 einen elften Platz im Riesenslalom von Val-d’Isère, die weitere Saison 2013/14 war aber von zahlreichen Ausfällen geprägt. Zu Beginn des Winters 2014/15 gelangen ihm zwei Siege im Nor-Am Cup, im Weltcup konnte er sich trotz mehrerer Ausfälle im Mittelfeld etablieren. Am 12. Dezember 2015 klassierte sich Borsotti in Val-d’Isère als Sechster des Riesenslaloms; es handelte sich dabei um das beste Weltcupergebnis seiner Karriere. Aufgrund weiterer Verletzungen verpasste er sowohl 2015/16 als auch 2016/17 fast die gesamte Saison. Erst im Dezember 2017 konnte er wieder ins Renngeschehen eingreifen. Nachdem die Saison 2017/18 durchzogen gewesen war, verpasste er in allen Riesenslaloms der Weltcupsaison 2018/19 die Qualifikation für den zweiten Durchgang. 2019 nahm er an der Osttimoresischen Alpinen Skimeisterschaft teil. Ein Jahr darauf vermochte er sich fünfmal in den Weltcup-Punkterängen zu klassieren, 2020/21 gelang ihm dies achtmal. Weitere sechs Platzierungen in den Punkterängen kamen im Winter 2021/22 hinzu.
Im Hinblick auf die Weltcupsaison 2022/23 entschloss sich Borsotti dazu, neben Riesenslalom- auch Super-G-Rennen zu bestreiten. Die ersten Weltcuppunkte in dieser Disziplin holte er am 5. März 2023 in Aspen. Seine Riesenslalom-Saison bewegte sich im Rahmen der Vorjahre, wobei er das beste Ergebnis des Winters bei den Weltmeisterschaften 2023 mit Platz elf erzielte. Der neunte Platz im Riesenslalom von Alta Badia war der Höhepunkt der Saison 2023/24.

## Erfolge

### Weltmeisterschaften
- Garmisch-Partenkirchen 2011: 28. Riesenslalom
- Vail/Beaver Creek 2015: 24. Riesenslalom
- Cortina d’Ampezzo 2021: 8. Mannschaftswettbewerb
- Courchevel/Méribel 2023: 11. Riesenslalom, 25. Parallelrennen

### Weltcup
- 4 Platzierungen unter den besten zehn

### Weltcupwertungen
| Saison  | Gesamt | Gesamt | Super-G | Super-G | Riesenslalom | Riesenslalom | Parallel | Parallel |
| Saison  | Platz  | Punkte | Platz   | Punkte  | Platz        | Punkte       | Platz    | Punkte   |
| ------- | ------ | ------ | ------- | ------- | ------------ | ------------ | -------- | -------- |
| 2010/11 | 116.   | 25     | –       | –       | 33.          | 25           | –        | –        |
| 2011/12 | 68.    | 101    | –       | –       | 24.          | 101          | –        | –        |
| 2013/14 | 98.    | 30     | –       | –       | 31.          | 30           | –        | –        |
| 2014/15 | 79.    | 75     | –       | –       | 23.          | 75           | –        | –        |
| 2015/16 | 89.    | 71     | –       | –       | 32.          | 71           | –        | –        |
| 2017/18 | 100.   | 38     | –       | –       | 32.          | 38           | –        | –        |
| 2019/20 | 98.    | 52     | –       | –       | 32.          | 34           | 25.      | 18       |
| 2020/21 | 67.    | 104    | –       | –       | 25.          | 104          | –        | –        |
| 2021/22 | 93.    | 56     | –       | –       | 23.          | 55           | 30.      | 1        |
| 2022/23 | 88.    | 61     | 63.     | 4       | 28.          | 57           | –        | –        |
| 2023/24 | 68.    | 95     | 50.     | 9       | 25.          | 86           | –        | –        |

### Europacup
- Saison 2010/11: 3. Gesamtwertung, 2. Riesenslalomwertung, 2. Kombinationswertung
- Saison 2013/14: 4. Riesenslalomwertung
- Saison 2019/20: 9. Riesenslalomwertung
- 10 Podestplätze, davon 3 Siege:

| Datum             | Ort       | Land       | Disziplin         |
| ----------------- | --------- | ---------- | ----------------- |
| 27. November 2010 | Trysil    | Norwegen   | Riesenslalom      |
| 27. Januar 2011   | Méribel   | Frankreich | Super-Kombination |
| 19. Januar 2020   | Kirchberg | Österreich | Riesenslalom      |

### Nor-Am Cup
- 3 Podestplätze, davon 2 Siege:

| Datum            | Ort   | Land | Disziplin    |
| ---------------- | ----- | ---- | ------------ |
| 1. Dezember 2014 | Aspen | USA  | Riesenslalom |
| 2. Dezember 2014 | Aspen | USA  | Riesenslalom |

### Juniorenweltmeisterschaften
- Formigal 2008: 16. Riesenslalom
- Garmisch-Partenkirchen 2009: 3. Kombination, 13. Riesenslalom, 21. Slalom, 23. Abfahrt
- Mont Blanc 2010: 9. Kombination, 12. Riesenslalom, 29. Super-G, 33. Abfahrt, 46. Slalom

### Weitere Erfolge
- 1 italienischer Meistertitel (Super-G 2011)
- Sieg im Riesenslalom beim European Youth Olympic Festival 2007
- Italienischer Jugendmeister im Slalom 2007
- 1 Sieg im South American Cup
- 2 Siege in FIS-Rennen